# Blende (Architektur)

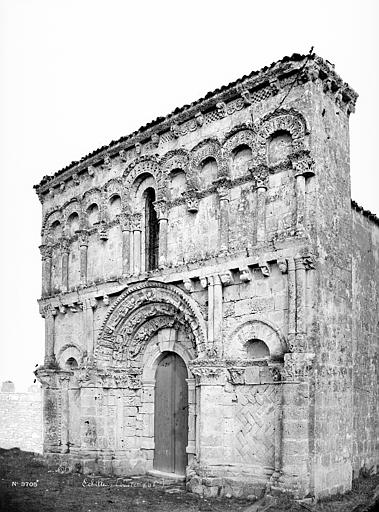
Blendfassade der Kirche von Echillais, Charente, mit seitlichen Blendportalen im Erdgeschoss und darüber Blendarkaden

Die Blende (von mhd. blenden „blind machen“ und mhd. verblenden „verkleiden“, im übertragenen Sinn „tarnen“) ist im Bauwesen ein der Fassade aufgeblendetes und damit gliederndes Gestaltungs- und Bauelement.

## Verwendung und Beschreibung
Die Blende gibt nur vor, es fehlt ihr der Hintergrund, sei es als Arkade, Bogen, Giebel, Maß- und Mauerwerk oder auch als Rahmen. Sie ist ein architektonisches „Als-ob“, vergleichbar dem italienischen Begriff „Opera finta“, also eine Finte am Bau. Merkmale der Blende sind die Vortäuschung eines nicht vorhandenen vollständigen Bauteiles. Blenden finden vor allem als Wandschmuck oder zur Gliederung glatter Mauerflächen Verwendung.

### Vorgeblendete Bauteile

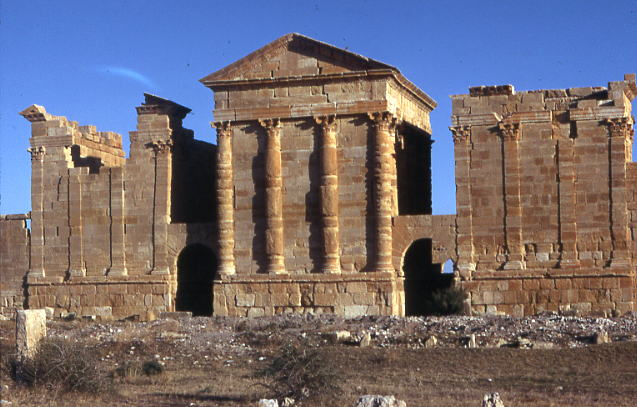
Blendfassaden mit Pilastern und Blendsäulen (Rückseite der Kapitolstempel in Sbeitla/Tunesien)

Beispiele für vorgeblendete Fassadenteile (alphabetisch sortiert):
- Blendarkade (Blendgalerie) ist die Aneinanderreihung von Blendböden.[3]
- Blendbogen ist ein Bogen, der keine Maueröffnung überbrückt, sondern der geschlossenen Wand nur vorgeblendet, d. h. aufgelegt ist.[4]
- Blendfenster (Blindfenster) ist ein in der Wand als Relief als Relief nur angedeutetes, geschlossenes Fenster.[5]
- Blendgiebel ist entweder ein zur Gliederung der Traufseite eines Dachs vorgeblendeter Giebel oder der Giebel einer Blendfassade.[6] Im strengen Sinn ist auch der Wimperg ein Blendgiebel.
- Blendmaßwerk ist das einer geschlossenen Mauerfläche vorgeblendete Maßwerk, auch bei Holzvertäfelungen und anderem Holz- und Metallwerk.[7] Vgl. auch Stargarder Blende.
- Blendmauer bzw. Blendmauerwerk ist die Vormauerung bzw. Vorsatzschale (mit Blendsteinen) vor einer Füllmauer, die Massivität aus besserem Material vortäuscht.[8]
- Blendnische ist eine Nische, die durch die Mauerstruktur oder durch Art und Farbe des Steinmaterials stärker betont wird.[9]
- Blendrahmen ist der fest mit der Mauer verbundener Holzrahmen, an dem bei Türen und Fenstern die Flügel mit Beschlägen befestigt sind.[10]
- Blendtüre (Blendportal) ist eine reliefierte Wandgliederung, die in der Erscheinung trotz geschlossener Wand wie eine Türe bzw. ein Portal wirkt.[11]
- Blendsäule (Halbsäule) ist eine auf eine Wand applizierte Säule, die aus der Wand ‚herauswächst‘.
- Blindboden (Blendboden, Fehlboden), ist eine Unterkonstruktion aus rauen Brettern unter dem eigentlichen Fußboden.[12]
- Blindstock ist ein Rahmen, bzw. eine Montagezarge, als eine Art Lehrgerüst für Rohbau-Gebäudeöffnungen, wo später Fenster oder Türen eingebaut werden sollen.
- Blindstufe, ist die Setzstufe einer Treppe, die als senkrechtes Brett und Stütze der Trittstufe dient.[13]

### Vorgeblendete Fassaden
Eine Blendfassade ist eine Verkleidung oder komplett vorgestellte neue Fassade vor einem dahinterstehenden Bauwerk anderer Gestalt, die meistens in den oberen und seitlichen Bereichen über die Ausmaße der ursprünglichen Elemente hinausreicht. Blendfassaden haben in der Regel repräsentativen Charakter. Ein weiterer Grund ist das dekorative Verdecken eines ästhetisch unbefriedigend proportionierten Baukörpers.

Blendfassaden traten besonders eindrucksvoll bei Profanbauten der norddeutschen Backsteingotik auf. 

Blendfassaden
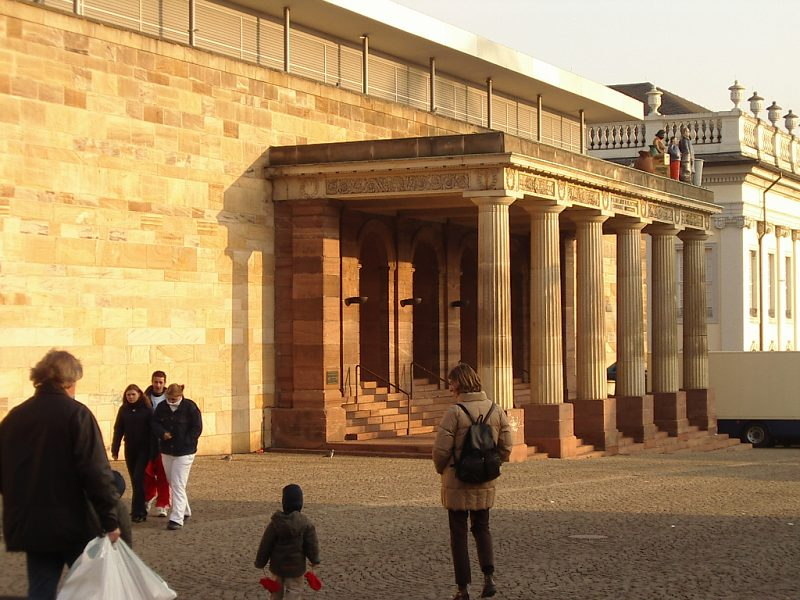
Kassel, Friedrichsplatz 19: Kaufhausfassade von 1961 als Blendfassade mit dem vorgestellten klassizischen Portikus des kriegszerstörten Roten Palais.
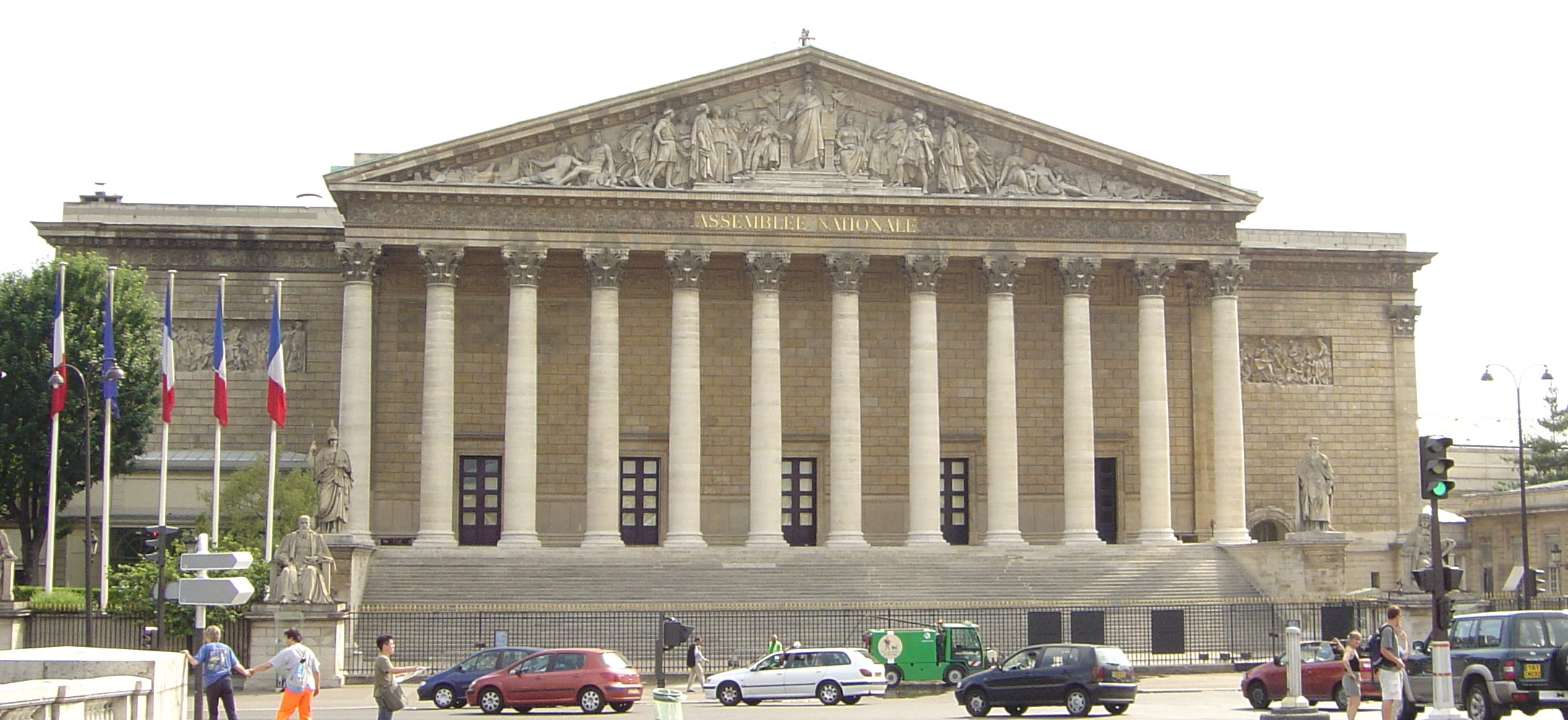
Blendfassade am Palais Bourbon in Paris
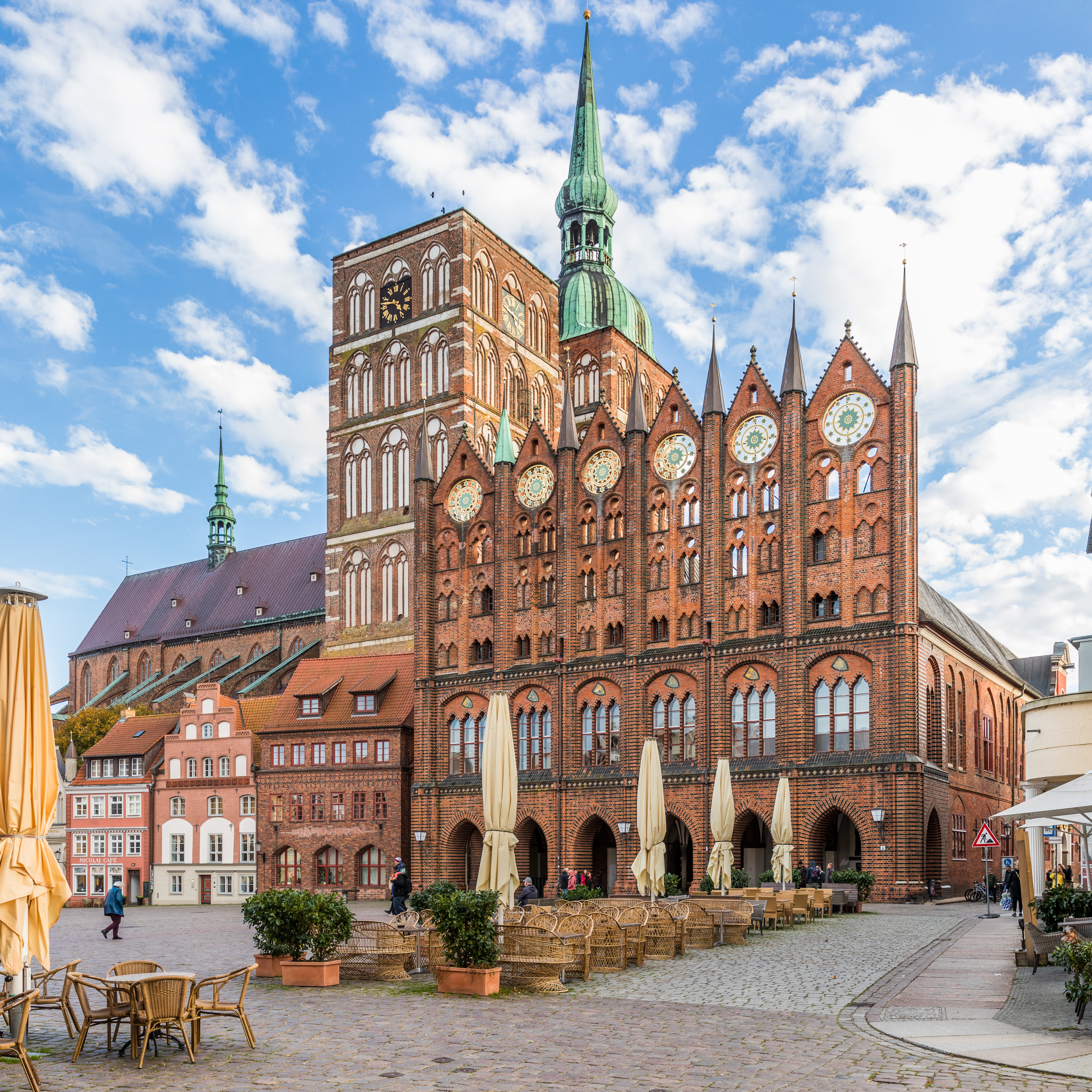
Blendgiebel als Schaufassade des Rathauses Stralsund
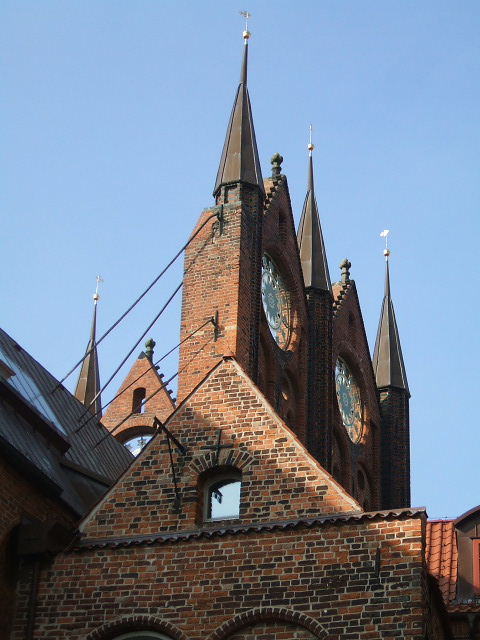
Detail der abgestrebten Blendfassade des Rathauses Stralsund

Einige funktionalistische Architekten schon des 19. Jahrhunderts haben Blendfassaden mit blinden Architekturteilen als „sehr zu verwerfen“ kritisiert.
Im weiteren Sinne wurde Blendfassade früher, aber teilweise heute noch, auch für die sichtbare Seite von verkleidetem oder mehrschaligem Mauerwerk verstanden.